# Aire d'attraction de Mont-de-Marsan
L'aire d'attraction de Mont-de-Marsan est un zonage d'étude défini par l'Insee pour caractériser l’influence de la commune de Mont-de-Marsan sur les communes environnantes. Publiée en octobre 2020, elle se substitue à l'aire urbaine de Mont-de-Marsan, qui comportait 47 communes dans le dernier zonage qui remontait à 2010.

## Définition
L'aire d'attraction d'une ville est composée d’un pôle, défini à partir de critères de population et d’emploi ainsi que d’une couronne constituée des communes dont au moins 15 % des actifs travaillent dans le pôle. Le pôle d’attraction constitue ainsi un point de convergence des déplacements domicile-travail,.

## Type et composition
L’aire d'attraction de Mont-de-Marsan est une aire inter-régionale qui comporte 101 communes : 100 situées dans les Landes et 1 dans le Gers (Lannemaignan).
Elle est catégorisée dans les aires de 50 000 à moins de 200 000 habitants, une catégorie qui regroupe 25,3 % de la population de Nouvelle-Aquitaine et 18,5 % au niveau national.

### Carte

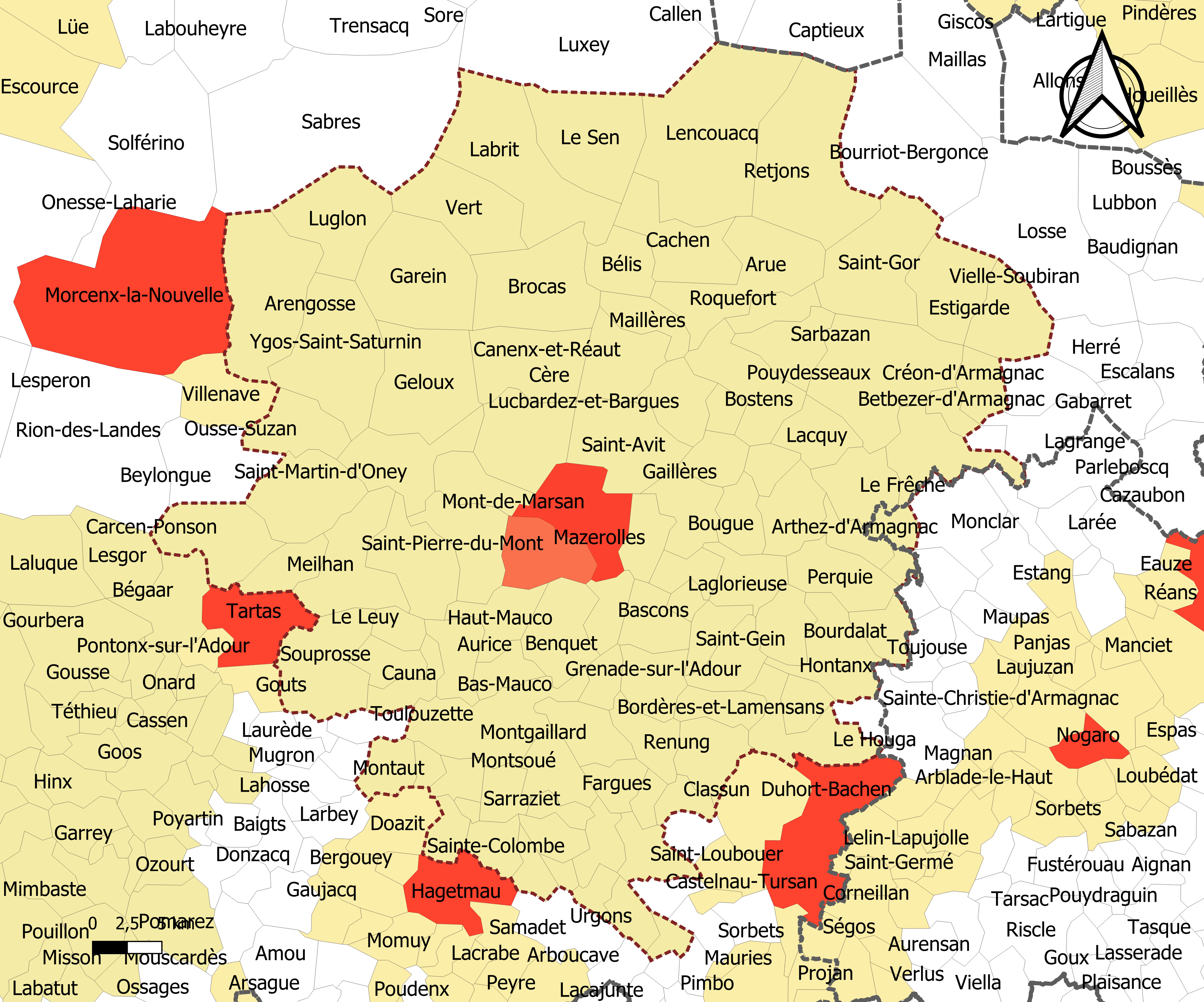
Carte de l'aire d'attraction de Mont-de-Marsan.
Commune-centre
Commune du pôle principal
Commune de la couronne

### Composition communale
| Catégorie                 | Département | Communes | Communes |
| Catégorie                 | Département | Nombre   | Libellé |
| ------------------------- | ----------- | -------- | --- |
| Commune-centre            | Landes      | 1        | Mont-de-Marsan. |
| Commune du pôle principal | Landes      | 1        | Saint-Pierre-du-Mont. |
| Communes de la couronne   | Landes      | 98       | Arengosse, Artassenx, Arthez-d'Armagnac, Arue, Aubagnan, Audignon, Aurice, Banos, Bascons, Bas-Mauco, Bats, Bélis, Benquet, Betbezer-d'Armagnac, Bordères-et-Lamensans, Bostens, Bougue, Bourdalat, Bretagne-de-Marsan, Brocas, Buanes, Cachen, Campagne, Campet-et-Lamolère, Canenx-et-Réaut, Carcarès-Sainte-Croix, Carcen-Ponson, Castandet, Cauna, Cazères-sur-l'Adour, Cère, Classun, Coudures, Dumes, Estigarde, Eyres-Moncube, Fargues, Le Frêche, Gaillères, Garein, Geloux, Grenade-sur-l'Adour, Haut-Mauco, Hontanx, Horsarrieu, Labastide-d'Armagnac, Labrit, Lacquy, Laglorieuse, Lamothe, Larrivière-Saint-Savin, Lencouacq, Le Leuy, Lucbardez-et-Bargues, Retjons, Luglon, Maillères, Maurrin, Mazerolles, Meilhan, Montaut, Montégut, Montgaillard, Montsoué, Ousse-Suzan, Payros-Cazautets, Perquie, Pouydesseaux, Pujo-le-Plan, Renung, Roquefort, Saint-Avit, Sainte-Colombe, Saint-Cricq-Villeneuve, Sainte-Foy, Saint-Gein, Saint-Gor, Saint-Julien-d'Armagnac, Saint-Justin, Saint-Loubouer, Saint-Martin-d'Oney, Saint-Maurice-sur-Adour, Saint-Perdon, Saint-Sever, Saint-Yaguen, Sarbazan, Sarraziet, Le Sen, Serres-Gaston, Souprosse, Uchacq-et-Parentis, Urgons, Vert, Vielle-Tursan, Vielle-Soubiran, Le Vignau, Villeneuve-de-Marsan, Ygos-Saint-Saturnin. |
| Communes de la couronne   | Gers        | 1        | Lannemaignan. |